# William Engelbrecht
Edmund Wilhelm Isidor "William" Engelbrecht, född 13 april 1855 i Stockholm, död 26 september 1904 i Sundsvall, var en svensk skådespelare och teaterledare. Han var från 1881 gift med Anna Lisa Hwasser-Engelbrecht.

## Biografi
William Engelbrecht var son till kamreraren i Statskontoret Fredrik Gustaf Engelbrecht. 1871-1873 var han elev vid Stockholms gymnasium och var några månader 1874 elev vid Kungliga Teatern. Efter debut på dess scen 23 oktober 1874 var Engelbrecht 1874-1879 anställd vid Stora Teatern, Göteborg, 1879-1886, 1889-1891 och 1898-1899 vid Nya- eller Svenska teatern, Stockholm. 1891-1892 var han vid Operans dramatiska avdelning, 1896-1898 vid Vasateatern och 1899-1904 vid Svenska Teatern i Helsingfors. Åren 1886-1889 och 1892-1895 ledde han ett eget teatersällskap. Engelbrecht hade ett starkt temperament och en klangfull, väl skolad stämma.
Bland hans roller märks Hamlet, prinsen i Emilia Galotti, Egmont, Faust, Posa i Don Carlos, Axel i Axel och Valborg, Håkon i Kungsämnena, Bernick i Samhällets pelare, doktor Stockman i En folkfiende, Mäster Olof, Lycko-Per, och Cyrano de Bergerac.

## Teater

### Roller (ej komplett)
| År   | Roll                       | Produktion                                 | Regi            | Teater                     |
| ---- | -------------------------- | ------------------------------------------ | --------------- | -------------------------- |
| 1874 | Sune                       | Bröllopet på Ulfåsa Frans Hedberg          |                 | Nya teatern, Göteborg      |
| 1875 | Thure Strand               | Dagsländorna Frans Hedberg                 |                 | Nya teatern, Göteborg      |
| 1879 | Fra Borromeo               | Marco Spada Daniel Auber och Eugène Scribe |                 | Nya Theatern               |
| 1888 | Advokaten Gerner           | Kärlek Edvard Brandes                      |                 | Vasateatern                |
| 1889 | Advokaten Gerner           | Kärlek Edvard Brandes                      |                 | Svenska teatern, Stockholm |
| 1889 |                            | Eva Richard Voss                           |                 | Svenska teatern, Stockholm |
| 1891 | Bengt Lagman               | Bröllopet på Ulfåsa Frans Hedberg          | Harald Molander | Svenska teatern, Stockholm |
| 1897 | Claudius Seeman            | Ungdomslek Frederik Leth Hansen            |                 | Vasateatern                |
| 1898 | Olaus Petri                | Mäster Olof August Strindberg              |                 | Vasateatern                |
| 1898 | Pål Flida                  | Kungsämnena Henrik Ibsen                   | Harald Molander | Vasateatern                |
| 1898 | Greve de Giray             | Kameliadamen Alexandre Dumas d.y.          |                 | Vasateatern                |
| 1898 | Hertigen av Northumberland | Konung Richard II William Shakespeare      | August Lindberg | Svenska teatern, Stockholm |
| 1899 | Sigurd den starke          | Härmännen på Helgoland Henrik Ibsen        |                 | Svenska teatern, Stockholm |
| 1899 | Dreissiger, fabriksägare   | Vävarna Gerhart Hauptmann                  | Harald Molander | Svenska teatern, Stockholm |